# Nordens historia

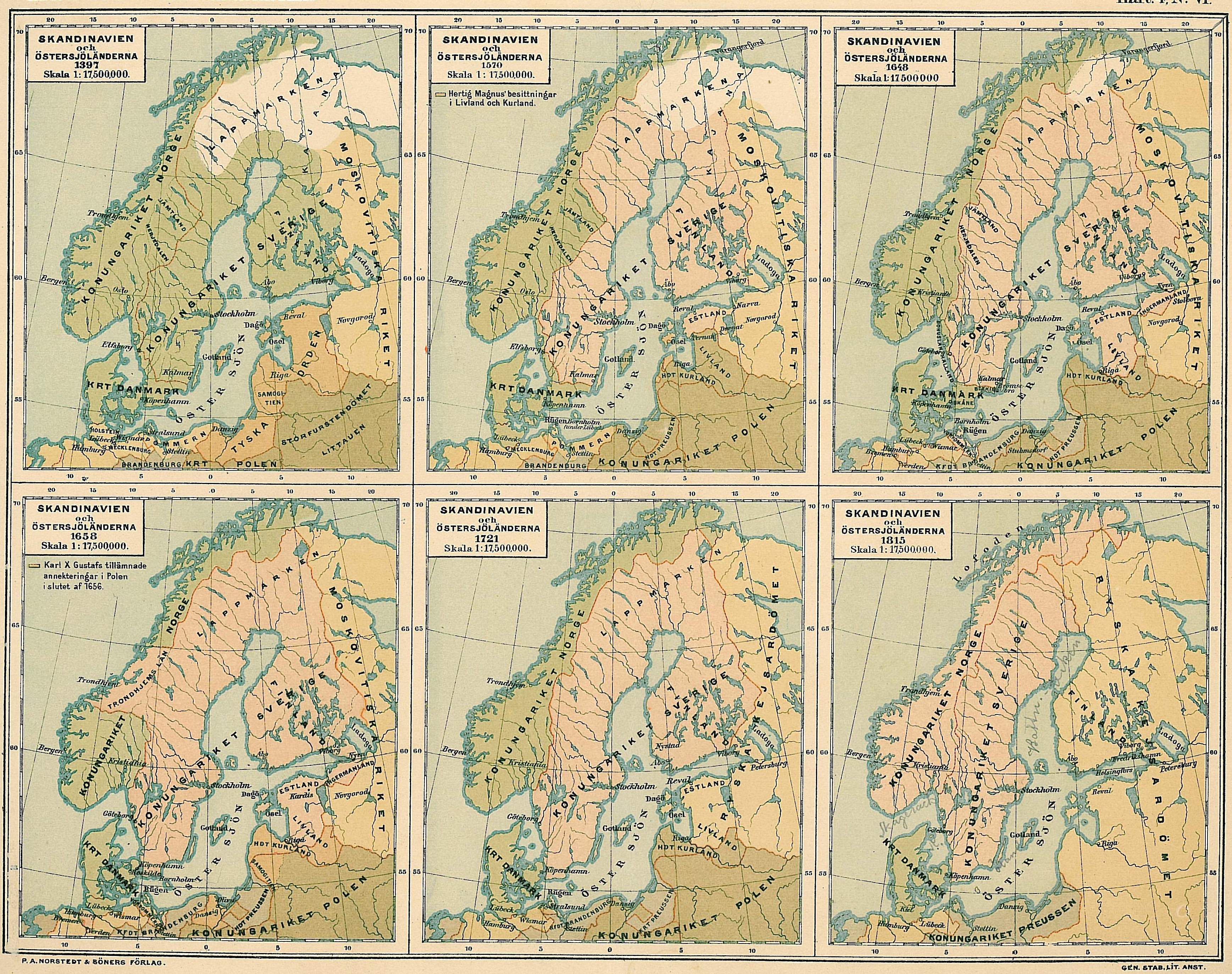
Historiska statsbildningar och gränser i Norden mellan 1397 och 1815. Island och Grönland saknas.

Nordens historia är de nordiska länderna och folkens historia; historien för Danmark, Finland, Island, Norge och Sverige. Regionens historia har på många sätt varit starkt sammanflätad och flera av dagens nordiska länder har under långa perioder ingått i samma statsbildningar. Nordens läge som ett delvis avskiljt randområde allra längst i nordväst på den eurasiatiska landmassan har präglat regionen och resulterat i en stark kulturell gemenskap. Historiska förändringar har tenderat att föras in från söder liksom från sydost.

## Förhistorien

Ancylusjön omkring 8 700 år före nutid (7 500 f. Kr.). De sista resterna av inlandsisen syns i vitt. Floden Svea älv utgjorde ett utlopp till Atlanten.

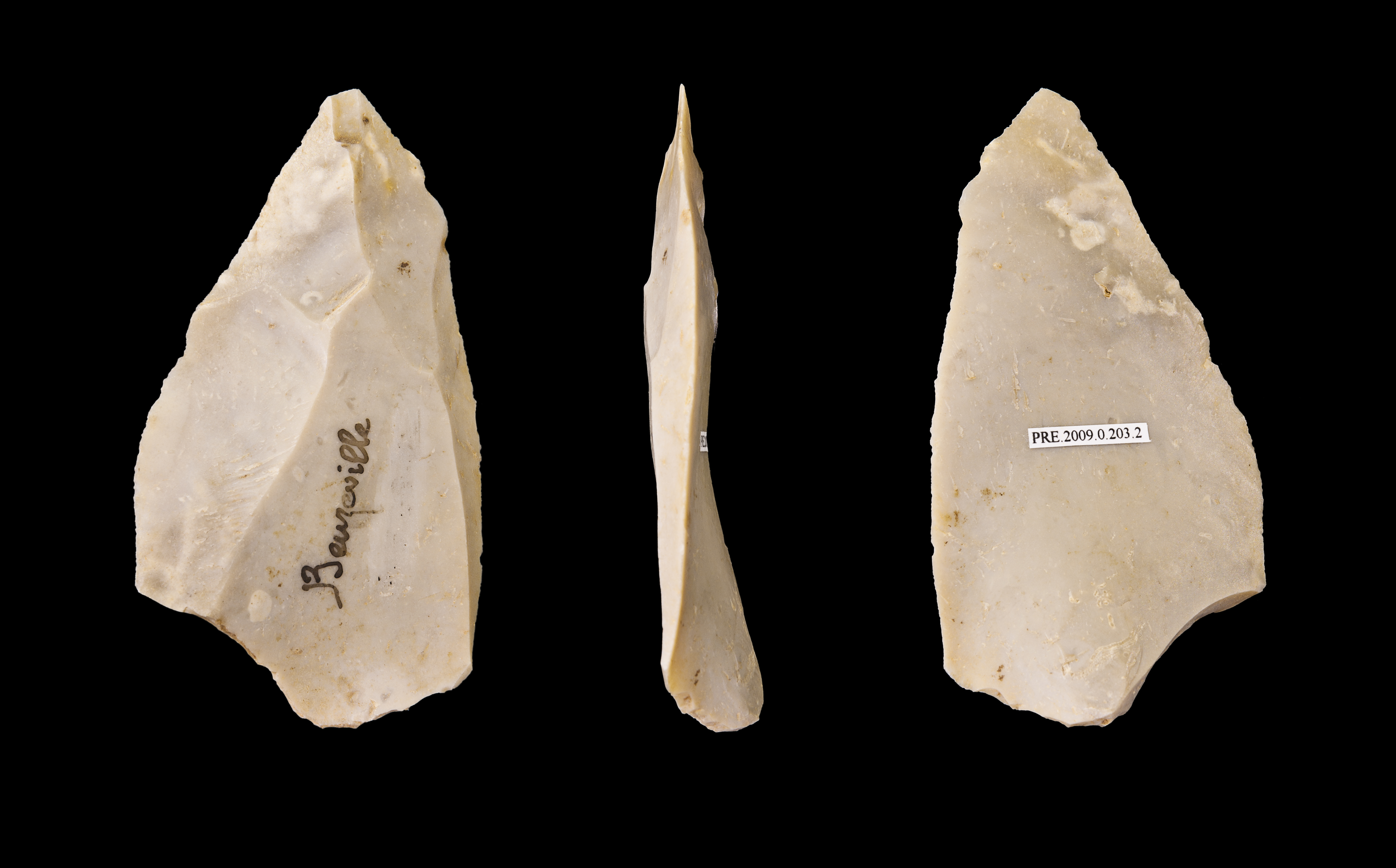
Stenåldersverktyg tillverkat med Levalloisteknik.

Under historiens förlopp har Skandinavien flera gånger varit täckt av inlandsis. Den senaste istiden kallas Weichsel och började för 115 000 år sedan och började upphöra för ungefär 12 000 år sedan. Fynd från Varggrottan vid Kristinestad i Finland har tolkats som att människor levat där för 120 000 – 130 000 år sedan. Det bör i så fall ha varit Neandertalmänniskor eftersom den moderna människan ännu inte fanns i Europa. Fynden från Varggrottan är dock ifrågasatta. Den senaste nedisningen täckte nästan hela Norden men när den började lida mot sitt slut kunde människor åter ta Norden i besittning. Som en följd av lägre befolkningstäthet än övriga Europa finns det förhållandevis mycket arkeologiskt material att finna som berättar om Nordens förhistoria. Från stenålder, bronsålder och järnålder finns verktyg av sten, brons och järn, juveler, vapen och ornament, gravplatser och husgrunder som vittnar om hur livet i det kalla norden tog sig ut.

## Medeltiden (1050–1530)

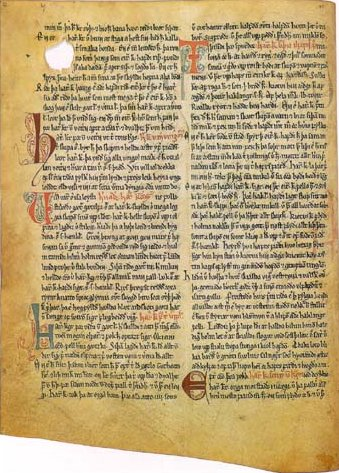
En sida ur Heimskringla, en isländsk saga författad av Snorre Sturlasson.

Från och med medeltiden anses historisk tid börja i Norden. Krigstågen söderut upphör från denna tid.  I Danmark sker röjning av ny mark tillsammans med bybildning. År 1104 blir den danska staden Lund kyrkans ärkesäte för hela Norden. Vid mitten av 1100-talet tycks den kristna fraktionen ha triumferat även i Sverige. Som en sannolik styrkedemonstration gjordes Uppsala - högsätet för asatron och rikets centralbygd - till ärkebiskopsdöme år 1164. I Norge anläggs de första städerna och biskopssäterna under 1100-talet och 1153 blir Nidaros (Trondheim) centrum för Norges ärkebiskopsdöme. På Island nedtecknades den första lagen i form av Gragas åren 1117-1118. Under Sturlungatiden stred Snorre Sturlassons ätt med andra ätter om makten på Island och under 12-1300 talen tillkom de historiskt viktiga isländska sagorna.

### Danmark i Östersjön
Danmark var under medeltiden Nordens dominerande stat. Antalet danskar har beräknats till cirka en miljon, lika många som Sverige och Norge tillsammans. Åren 1157-1241 var Valdemarkungarnas storhetstid i Danmark. Centralmakten stärktes och Danmark expanderade i det södra Östersjöområdet.  Estland, Dagö och Ösel och Gotland kommer sålunda att tillhöra Danmark för en tid. Mellan 1150 och 1300 grundas en rad städer i Danmark, främst Havn, dagens Köpenhamn. I Danmark försvagas dock centralmakten åter efter Jyllandslagens införande år 1241.
Även i Norge konsolideras centralmakten från 1220-talet fram till 1310. År 1260 införs arvkungadöme i Norge, för äkta och förstfödda kungasöner. Vid samma tid når det norska väldet sin historiskt största utsträckning efter att Grönland och Island erkänt den norske kungen. Tio år senare införs en norsk rikslagstiftning av kungen Magnus Lagaböter

### Digerdöden och Hansan
I Danmark var statsfinanserna usla och adeln stark på kungens bekostnad. Landskapet Skåne kunde därför köpas av den svenske kungen Magnus Eriksson år 1332. Försvagningen av den danska centralmakten leder till sist till rikets upplösning. En ny rikssamling skapas i och med att Valdemar Atterdag väljs till kung 1340. Atterdag säljer Estland till Tyska orden och använder medlen till att återta Skåne och erövra Gotland från Sverige. Norge drabbas särskilt hårt av digerdöden och under 1349-50 genomlider landet en kraftig befolkningsminskning. Danmark kom att ses som ett hot av de tyska städer och köpmän som var samlade inom Hansan. Hansan var en samarbetsorganisation av handelsmän och enskilda kuststäder som dominerade handeln på Östersjön och Nordsjön i mer än flera hundra år. Hansan var en politisk sammanslutning där vissa städer var medlemmar, den var dock inte en stat eller en union utan betraktas som en egenartad politisk styrform innan staterna hade blivit riktigt starka.
Det senmedeltida Norge präglas av en svag centralmakt och hanseatisk handelsdominans.

### Kalmarunionen

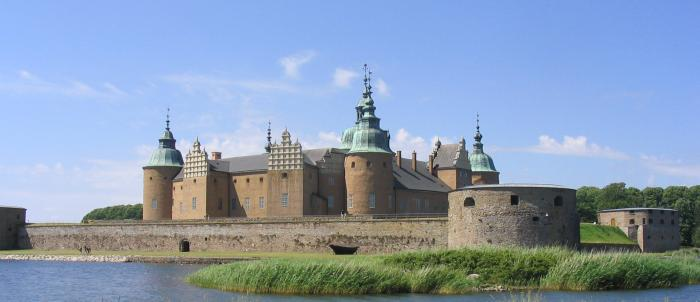
Kalmar slott sett från Kalmarsund.

Kalmarunionen var en union mellan kungarikena Danmark, Norge och Sverige med avbrott mellan år 1397 och 1523. Länderna gav upp sin suveränitet, men inte sin självständighet. En grund till unionen var den personalunion som bildades mellan Norge och Danmark år 1380. Syftet med unionen var att motverka tysk och hanseatisk handelsdominans i Norden. Eftersom Island tillhörde Norge kom även det att ingå i denna statsbildning. Trepartsunionen grundades vid ett möte i Kalmar år 1397 där aristokratin från de tre länderna samlades för att kröna Erik till kung över de tre länderna. Från mötet finns det så kallade unionsbrevet bevarat och tolkningen av detta har gett upphov till olika lösningar av historiker. Oavsett detta regerades de tre rikena av en monark.
Motstridiga intressen skapade konflikter som från 1430-talet handikappade unionen. Vid kungens plötsliga bortgång år 1448 saknades dock en given efterträdare och både Danmark och Sverige valde varsin regent. Det kom att dröja till 1457 innan de tre rikena åter styrdes av samma kung, Kristian I. Detta blev dock kortvarigt och efterträdare som Hans och Kristian II styrde över Sverige endast under kortare perioder. Svenskt missnöje med framför allt dansk och holsteinsk inflytande resulterade i unionens upplösning år 1523 efter valet av Gustav Vasa till kung. Efter att Sverige lämnade unionen förblev Danmark och Norge i union fram till 1536.
Historikern Gottfrid Carlsson karaktäriserar unionen som en "förbundsstat" även om Kalmarunionen saknade lagstiftningsmakt på federal nivå. Historikern Dick Harrison beskriver unionen som "En stor, permanent (önskade man åtminstone) personalunion som syftade till att med gemensamma ansträngningar skapa en militär motvikt mot gemensamma fiender." Historikern Erik Lönnroth ser unionen som en politisk och ekonomisk nödvändighet för att dämma upp den tyska expansionen mot norr under 1300-talet. När tidigare utrikespolitiska hot, Hansan, Tyska orden och nordtyska furstar, bortföll på 1500-talet försvagades också unionstanken.
Mot slutet av 1400-talet införs livegenskap i delar av Danmark, i form av vornedskab. I övriga Norden införs dock aldrig livegenskapen.

## 1500-talet

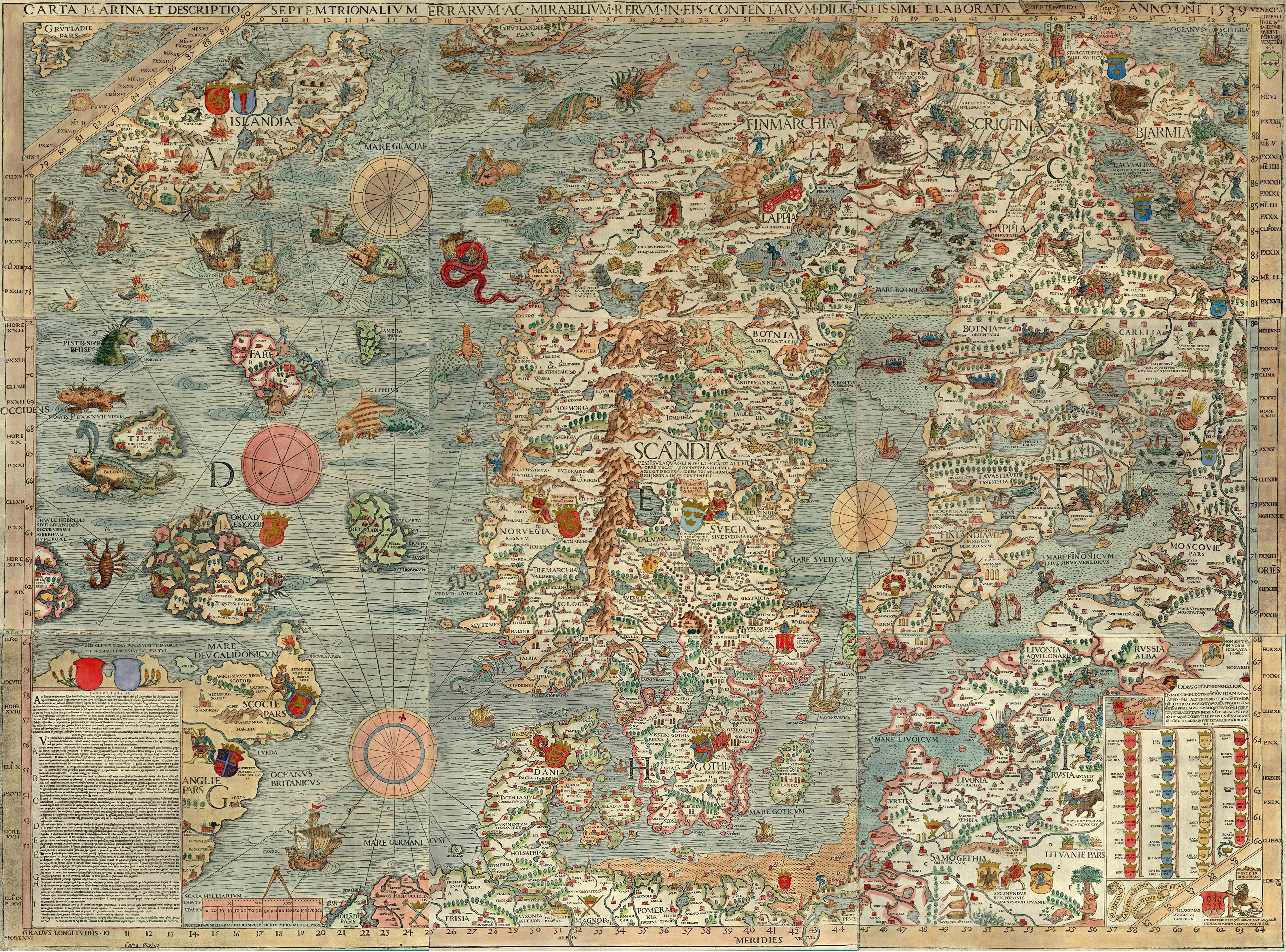
Den fantastiska Carta Marina visar de nordiska länderna med folk, fä och mytiska djur och ritades av Olaus Magnus år 1539.

Under 1500-talet stärktes statsmakterna i Danmark, Norge och Sverige. Norge gynnas av ett ekonomiskt uppsving samtidigt som Hansans handelsvälde upphör. Exportnäringar som timmer och fiske utvecklas starkt. En långvarig folkökningsperiod resulterar i nyodling.

### Gustav Vasa och det svenska befrielsekriget
Det svenska befrielsekriget, mellan Sverige och Danmark, ägde rum 1521-1523 då Danmark var styrt av Kristian II. I mitten av januari 1521 sammankallades folket omkring Mora till ett möte där adelsmannen Gustav Eriksson (Vasa), då 24 år, utsågs till "hövitsman över Dalarna och meniga Sveriges rike". Gradvis anslöt sig över tusen man till Vasa. Den danmarkstrogne Gustav Trolle sändes ut för att stoppa upproret, men när hans tvåhundra ryttare såg den tusenhövdade bondehären flydde de söderut. Vid slutet av april 1521 kontrollerade Gustav Vasa landskapen Dalarna, Gästrikland, Västmanland och Närke, med undantag av slotten.
Den 15 juli hölls riksmöte i Stockholm, Vasa erbjöds fri lejd men valde att avvakta. Snart hade revolten nått Brunkeberg, men bönderna kunde inte storma staden. Över sommaren gick ett flertal adelsmän gick dock över till Vasa och under senare hälften av augusti erkändes han av Götalandskapen. Samtidigt lämnade den av Kristian II insatta regeringen Sverige. På vintern gick befälhavaren på fästningen Stegeborg över till upprorsarmén. De viktigaste av fästningarna höll dock stånd och först sedan svenskarna i mitten av 1522 erhållit understöd med fartyg från Lübeck kunde dessa framgångsrikt intas. Stockholm intogs och den 23 juni 1523 tågade Gustav Vasa in i Stockholm med armén. Som riksföreståndare hade Gustav Vasa lett största delen av befrielsekriget. På riksdagen i Strängnäs den 6 juni 1523 utsågs han till kung i Sverige och därmed lämnade Sverige Kalmarunionen. Ett fredsfördrag mellan de två stridande parterna slöts i och med Malmö recess 1524.

### Reformationen
Reformationen kom till Norden med början under 1520-talet. I hela Norden infördes lutherdom under 1500-talet sedan monarkerna av Sverige och Danmark konverterat till den nya kristna trosinriktningen. Norden blev därefter ett av lutherdomens kärnområden. Reformationerna innebar att kyrkans resurser lades under kronan och stärkte därmed kungamakten.
I Sverige drevs reformationen på av Gustav Vasa, som valdes till kung 1523. Konflikter med påven angående den senares inblandning i svenska kyrkoorganisatoriska frågor ledde till att den officiella kontakten mellan Sverige och påven fick ett avbrott 1523. Fyra år senare, vid riksdagen i Västerås år 1527, lyckades kungen få riksdagen att acceptera hans överhöghet över kyrkan. Kungen gavs makt att dra in kyrkliga egendomar till staten och alla kyrkliga ämbetsutnämningar krävde därefter kungligt godkännande. Dessutom underställdes prästerskapet den världsliga lagen, och "det rena Guds ord" skulle predikas i kyrkorna och läras ut i skolan. I praktiken var detta en officiell sanktion av lutherska idéer. Kyrkan i Sverige bröt definitivt med påven när den kanoniska rätten avskaffades 1536.
Under Fredrik I (1523–33), förblev Danmark officiellt sett katolskt. Men trots att Fredrik från början lovade att förfölja lutheraner, antog han snart en politik där han beskyddade lutherska präster och reformatorer, av vilka den mest kända var Hans Tausen. Under kungens regeringstid gjorde lutherdomen betydande insteg bland den danska befolkningen. Fredriks son, Kristian, var öppet lutheran, något som hindrade hans trontillträde efter att fadern hade dött. År 1536 avskaffades de katolska biskoparnas auktoritet av den danska riksdagen. Nästa år, efter hans seger i det inbördeskrig som drabbade Danmark, kröntes Kristian till kung och fortsatte reformationen av den danska statskyrkan. Reformationen inleddes i Norge år 1536, och samma år formaliseras Norge som en dansk provins. På Island genomfördes reformationen under 1541-1550.
Efter reformationen infördes adelsväldet i Danmark. Adeln dominerade både ekonomiskt och socialt, i samband med goda jordbrukskonjunkturer. Delvis till följd av Tyska ordens sönderfall och den resulterade kapplöpningen om dess territoriem försämrades de svensk-danska relationerna efter 1560. Från och med det nordiska sjuårskriget år 1563 hotades Danmarks ställning allt mer av Sverige. Sverige och Danmark drogs in i en lång kamp om hegemonin i Östersjöområdet med en lång följd av krig.

## 1600-talet

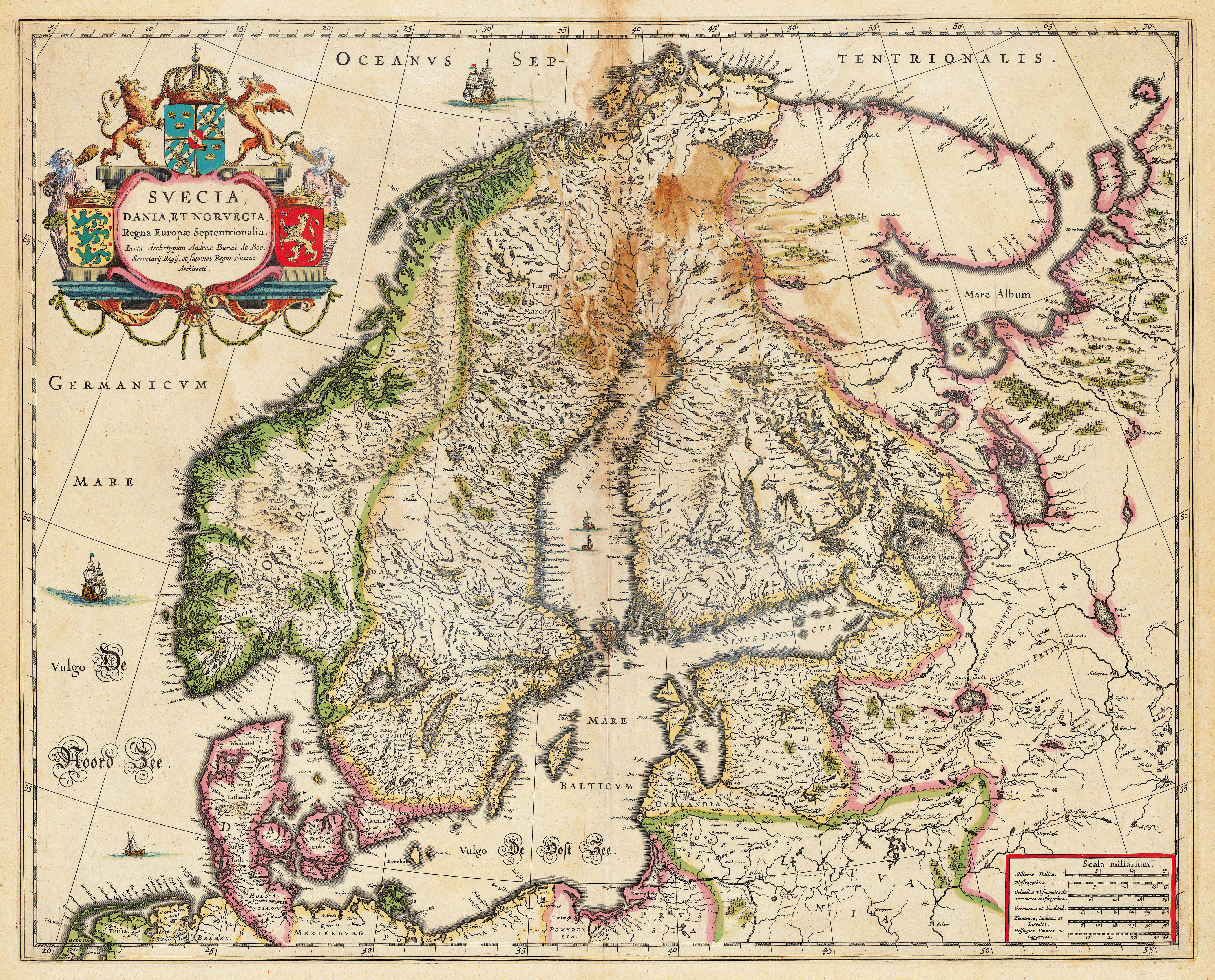
Andreas Bures Nordenkarta från 1635.

Kung Gustav II Adolfs död den 16 november 1632 under Slaget vid Lützen.

På Island medförde den starkare danska kungamakten att ett danskt handelsmonopol infördes från 1602.

### Trettioåriga kriget
Det trettioåriga kriget var en omfattande konflikt som utkämpades mellan 1618 och 1648. Den utspelades huvudsakligen i de centraleuropeiska delarna av Tysk-Romerska Riket men även de flesta av de stora kontinentalmakterna drogs in i kriget. Kriget, som delvis var mycket blodigt, inträffade av en rad olika anledningar. Det trettioåriga kriget var från början en religiös konflikt mellan protestanter och katoliker, men även självbevarandet av Habsburgsmonarkin var ett centralt motiv. Danskar och svenskar intervenerade vid olika tidpunkter för att skydda sina intressen. Den danska interventionen i kriget misslyckas.
Den svenska interventionen började år 1630 och varade till 1635. Vissa inom Ferdinand IIs hov trodde att Wallenstein önskade ta kontroll över de tyska provinserna och på så sätt få inflytande över kejsaren. Ferdinand II avskedade Wallenstein under 1630. Senare togs Wallenstein tillbaks, efter att svenskarna, ledda av Gustav II Adolf, anföll imperiet och nådde framgångar i ett antal betydelsefulla slag.
Gustav II Adolf, precis som Kristian IV före honom, kom till de tyska lutheranernas hjälp. Syftet var att förebygga katolsk aggression mot de egna hemländerna samt att försäkra ekonomiskt inflytande i de tyska staterna runt Östersjön. I likhet med Kristian IV blev Gustav Adolf subventionerad av den franske kungen Ludvig XIII:s utrikesminister Richelieu samt av holländarna. Från 1630-1634 drev den svenska armén tillsammans med tyska allierade tillbaka de katolska trupperna och återtog stora delar av de protestantiska områdena.

### Sverige som stormakt
Den svenska stormaktstiden började under Karl IXs regeringstid. Under kriget i Ingermanland expanderade Sverige sitt territorium mot öster. En serie andra krig med Polen, Danmark-Norge och tyska stater möjliggjorde ytterligare svensk expansion, trots motgångar såsom Kalmarkriget. Sverige påbörjade därefter en konsolidering av det nya stormaktsväldet som bland annat omfattade Estland, Livland och områden i nuvarande norra Tyskland. Flera ytterligare krig följde dock, inklusive Nordiska kriget och Skånska kriget. Danmark led många förluster under denna period, särskilt mot Sverige och i Danmark kallas krigen för svenskekrigene. Genom frederna i Brömsebro år 1645 och Roskilde år 1658 förlorar Danmark-Norge stort. De danska provinserna Skåne, Halland, Blekinge och Gotland avträds till Sverige. Från den norska riksdelen förloras Jämtland, Härjedalen och Bohuslän till Sverige. Endast en intervention från Nederländerna kunde hindra den svenske kungen Karl X Gustav att helt lägga under sig hela Danmark.

### Adel mot enväldiga kungar

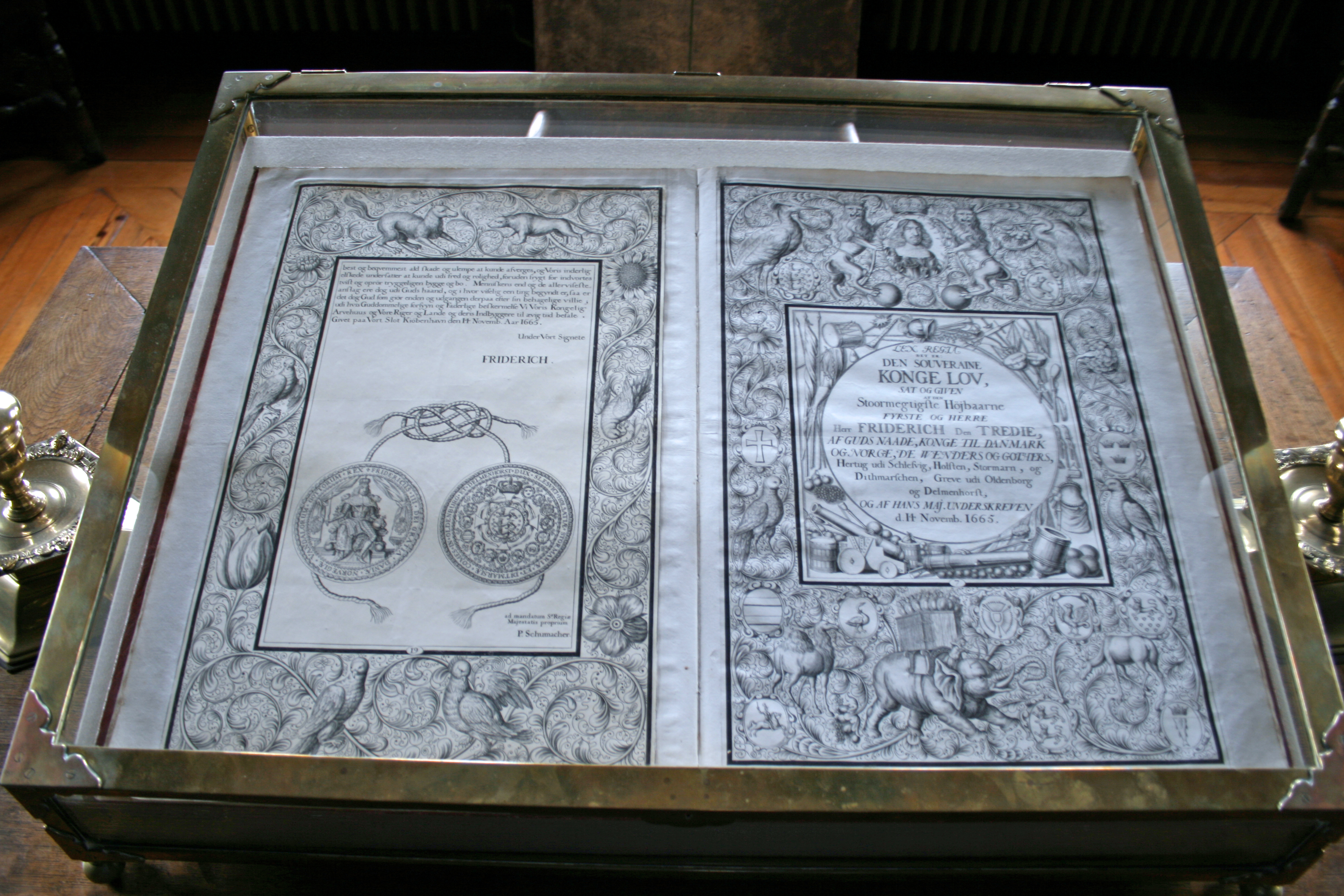
Den dansk-norska Kongeloven från 1665 införde envälde i Danmark.

Under Karl den XI:s regering konsoliderades den svenska stormakten under en semi-absolut monarki. Liknande maktkamper mellan adeln och kungen ägde rum i Danmark. Arvrike införs i Danmark år 1660. Den dansk-norska lagen Kongeloven från 1665 införde den absoluta monarkin i Danmark. Den danske kungen kom då att betraktas som tillsatt med guds nåde. Den danske kungen beskrevs i lagen som "det yppersta och högsta huvudet här på jorden över alla människor". Enväldet i Danmark-Norge resulterar även i att Norges formella status som rike återställs. År 1687 införs i Norge Kristian V:s Norske Lov. De enväldiga kungarna förändrade maktbalansen mellan adeln och hoven och centraliseringen av makt gjorde krigföring enklare.

## 1700-talet

### Stora nordiska kriget
Det stora nordiska kriget pågick mellan 1700 och 1721 i norra, mellersta och östra Europa. Kriget utkämpades mellan Sverige, hertigdömet Holstein-Gottorp och 1710–1713 även Osmanska riket å ena sidan och å andra sidan en koalition bestående av Sachsen-Polen, Danmark-Norge och Ryssland. 
Kriget började när alliansen Danmark-Norge, Sachsen-Polen och Ryssland förklarade det svenska stormaktsväldet krig med trefaldig attack mot Holstein-Gottorp, svenska Livland och svenska Ingermanland. Den svenska armén lyckades under kung Karl XII:s ledning få bort Danmark ur kriget under freden i Traventhal och besegra den ryska armén under slaget vid Narva. I en motoffensiv slogs även de sachsiska och polska styrkorna tillbaka från Litauen och Polen och in till Sachsen. Där avsatte Karl XII kung August den starke under freden i Altranstädt.
Tsar Peter I av Ryssland hade under tiden återhämtat sig och erövrat mark i Sveriges Östersjöprovinser, där han befäste Rysslands åtkomst till Östersjön genom att grunda staden Sankt Petersburg 1703. Karl XII flyttade sina styrkor från Sachsen till Ryssland för att konfrontera Peter, men hans fälttåg slutade med den svenska huvudarmés förintelse under slaget vid Poltava (i dagens Ukraina). Karl XII tog tillflykt i den osmanska staden Bender, där han levde i exil. Han övertygade så småningom den turkiska sultanen att starta krig mot Ryssland, och under rysk-turkiska kriget (1710–1711) besegrade osmanerna den ryska armén. Det fredsavtal som ingicks medförde dock inga större konsekvenser för Ryssland.
Efter det katastrofala svenska nederlaget i Poltava gick Danmark, Polen och Sachsen åter med i kriget, men även Hannover och Preussen gick med mot Sverige. De sista svenska styrkorna från Baltikum och Tyskland besegrades, varmed de svenska besittningarna erövrades och uppdelades mellan koalitionsmedlemmarna. Sverige invaderades sedan av Danmark-Norge från väst och i öst av Ryssland, som ockuperade hela Finland under 1714. De danska attackerna avvärjdes på nytt, Karl XII återvände till Sverige och öppnade en ny norsk front, men sköts ihjäl i Fredriksten 1718.
Sverige förlorade kriget, varmed Ryssland övertog Sveriges stormaktsställning i norra Europa. De formella fredsavtalen pågick mellan Sverige-Hannover-Preussen i Stockholm (1719), det dansk-svenska fördraget i Frederiksborg (1720) och det rysk-svenska fördraget i Nystad (1721). Under dessa fredsfördrag tvangs Sverige överlämna sina baltiska provinser och södra delen av svenska Pommern till fienderna, upphöra sin tullfrihet i Öresundstullen, samt upplösa alliansen med Holstein-Gottorp. Hannover övertog Bremen-Verden, Preussen införlivade delar av Vorpommern, Ryssland erövrade de baltiska provinserna och Danmark stärkte sin ställning i Schleswig-Holstein. Krigsförlusten och Karl XII:s död innebar slutet för det kungliga enväldet i Sverige och början på Sveriges frihetstid.

### Jordreformer och handelskompanier
På Island genomfördes en folkräkning år 1703 som fann att där bodde 50 000 invånare. Samtliga levde av lantbruk, och många med fiske som bisyssla.
Norge drabbas under 1720-talet av lågkonjunktur som övergår till en högkonjunktur omkring 1750.

## 1800-talet

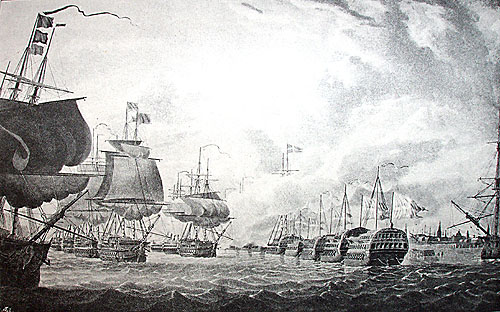
Slaget vid Köpenhamn, 1801.

### Napoleonkrigen
Norden var splittrat under Napoleonkrigen. Danmark-Norge försökte att förbli neutrala, men drogs in i konflikten efter brittiska krav på att ge upp sina flottor. Därefter angrep Storbritannien den danska flottan vid Slaget vid Köpenhamn (1801) samt bombarderade staden under det senare Slaget om Köpenhamn (1807). Den danska flottan förstördes år 1801 men återuppbyggdes bara för att förstöras eller beslagtas igen år 1807. Bombardemanget av Köpenhamn ledde till en allians med Frankrike och öppet krig med Storbritannien, vars flotta blockerade Danmark-Norge och saboterade kommunikationen mellan de två kungadömena. Norge drabbades av nödår och hunger åren 1807-1814 till följd av handelsblockaden. Sverige, som vid tillfället var allierat med Storbritannien, tog tillfället i akt att invadera Norge år 1807 men drevs tillbaka. Kriget mellan Danmark och Storbritannien fördes till havs i er serie sjöslag under de följande åren. Danskarna försökte bryta den brittiska blockaden med resterna av flottan i vad som kom att kallas Kanonbåtskriget. Efter kriget tvingades Danmark att ge upp Heligoland till Storbritannien.

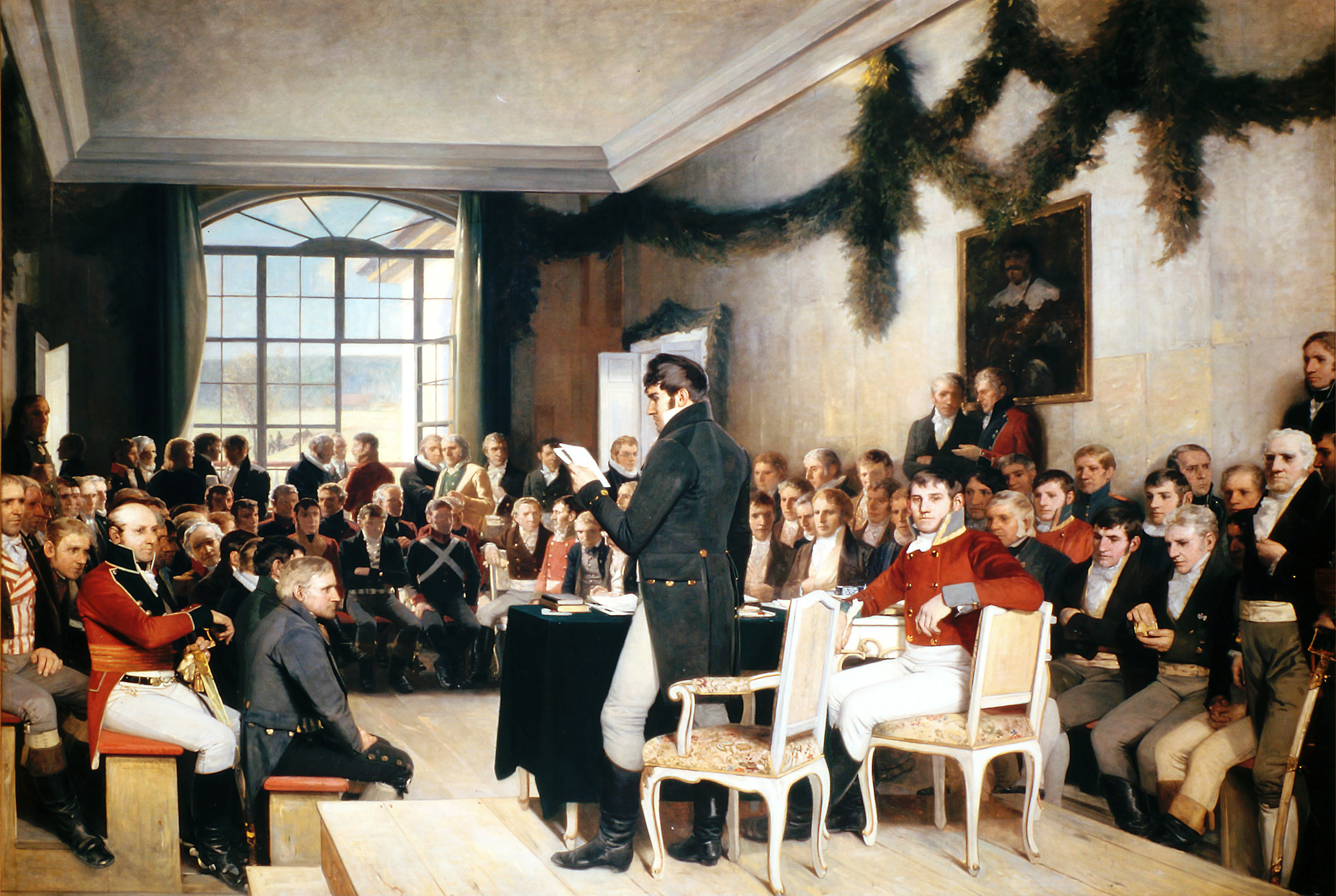
Eidsvollsförsamlingen i Norge år 1814 införde en ny författning.

Sverige gick med i den tredje koalitionen mot Napoleon I år 1805, men koalitionen föll sönder efter Freden i Tilsit 1807, vilket tvingade Ryssland att bli allierat med Frankrike. Ryssland invaderade Finland år 1808 och tvingade Sverige att ge upp den provinsen vid Freden i Fredrikshamn år 1809. Den inkompetenta regeringen under kung Gustav IV Adolf ledde till kungens avsättande och bannlysning. En ny konstitution introducerades, och hans farbror Karl XIII besteg tronen. Dock var den senare barnlös och Sverige valde till hans efterträdare överbefälhavaren av den norska armen, prins Kristian August av Augustenburg. Kristians plötsliga död år 1810 tvingade dock Sverige att välja en ny kandidat och ännu en gång valde de fiendeofficer. Jean Baptiste Bernadotte, fältmarskalk av Frankrike skulle bli Sveriges nästa kung. Carl Otto Mörner, en framstående svensk baron, var den som först utsträckte erbjudandet om den svenska tronen till den unge soldaten. Bernadotte var från början en av Napoleons arton marskalkar.
Sverige beslöt sig för att gå med i alliansen mot Frankrike år 1813, och utlovades Norge som en belöning. Efter Slaget vid Leipzig i oktober 1813 övergav Bernadotte jakten på Napoleon och marscherade mot Danmark, där han tvingade Danmark-Norge till Freden i Kiel. Norge underställdes nu den svenska kronan, men Danmark behöll Norges atlantiska territorier Färöarna, Island och Grönland. Dock skulle traktatet från Kiel aldrig komma att gälla. Norge förklarade sig självständigt och valde prins Kristian VIII av Danmark till kung. Efter ett kort krig med Sverige tvingades Norge i stället att gå med på en personalunion med Sverige.

### Finska kriget

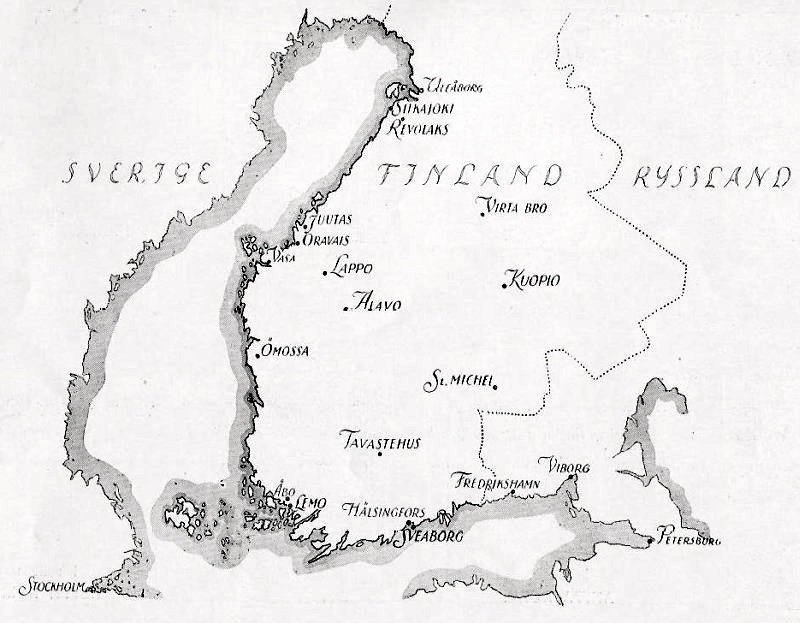
Finska krigets krigsskådeplatser i Finland.

Det finska kriget fördes mellan Sverige och Ryssland mellan februari 1808 och september 1809. Kriget gick mycket dåligt för Sverige. Till följd av kriget blev Finland, som utgjorde en tredjedel av det egentliga Sverige, en autonom del i Ryska imperiet. Finland förblev en del av Ryssland till 1917 när det blev självständigt. En annan betydelsefull konsekvens av kriget blev valet av en ny konstitution och kungadynasti i Sverige. Till en början föll kungavalet på en dansk prins, men sedan denne hastigt dött valdes den franske adelsmannen Bernadotte till ny kung.

### Unionstiden

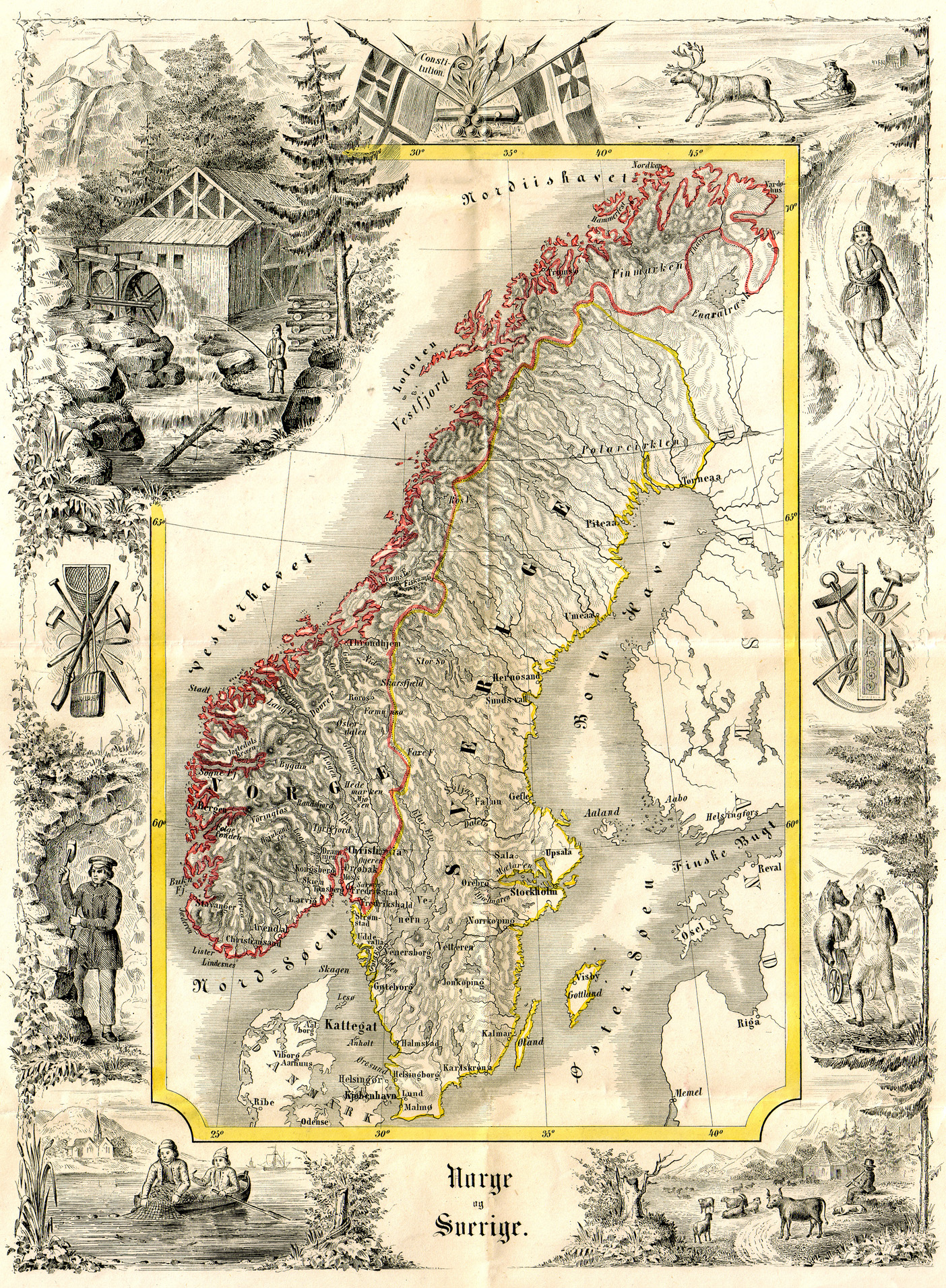
Norge och Sverige i union på en karta från 1847.

Den 14 januari 1814, vid freden i Kiel, överlät kungen av Danmark-Norge den norska delen av landet till Sverige. Island kom dock att fortsätta tillhöra Danmark. Fredsavtalets villkor orsakade omfattande opposition i Norge. Den norske vicekungen och ättlingen till Danmark-Norges tron, Kristian Fredrik, ledde ett nationellt uppror. Han antog titeln regent och samlade en riksdag i Eidsvoll. Den sjuttonde maj 1814 skrev riksdagen under Norges grundlag och Kristian Fredrik valdes till kung i ett självständigt Norge.

Unionens flagga.

Den svenske kungen avvisade tanken på ett självständigt Norge och lanserade en militärexpedition i juli 1814 med en attack på Hvaler-öarna samt staden Fredrikstad. Den svenska armen var överlägsen i antal, var bättre utrustad och tränad, och leddes av en av Napoleons främsta generaler, den nyvalde kronprinsen Karl XIV Johan, Jean-Baptiste Bernadotte. Striderna blev korta och vanns överlägset av svenskarna. Fredsförhandlingarna avslutades den 14 augusti 1814. Under förhandlingarna gick Kristian Fredrik med på att ge anspråken på den norska kronan och återvända till Danmark om Sverige accepterade den nya norska grundlagen samt en personalunion med Sverige. Samma år antog det norska parlamentet de nödvändiga grundlagsändringarna för att ingå i union med Sverige. Genom Konventionen i Moss år 1814 erkände Norge den nya Eidsvollförfattningen och därmed unionen med Sverige. Den nye norske kungen abdikerade och återvände till Danmark. Det norska Stortinget valde Sveriges kung Karl XIII till kung i Norge.
Unionen kom att vara i 90 år med lite varierande spänningar, samarbetsvilja och förhållande mellan Sverige och Norge. År 1835 får norska statsråd tillträde till den svenska regeringens konseljer. Ökade självständighetssträvanden i Norge orsakade växande problem över tiden. Ståthållarstriden skakar unionen under 1859-60 och 1873 ersätts ståthållarämbetet med ett norskt statsministerämbete i Kristiania. Efter ett ökat missnöje med unionen i Norge, förklarade den norska riksdagen ensidigt att den var upplöst den 7 juni 1905. Denna unilaterala åtgärd möttes med svenska hot om krig. En folkomröstning med nästan 100 % stöd för ett självständigt Norge den 31 augusti bekräftade det norska stortingets beslut. Förhandlingar i Karlstad under september ledde till ett avtal med Sverige och ömsesidig demobilisering. Båda ländernas parlament upphävde unionsakten den 16 oktober och den svenske kungen Oscar II avsade sig anspråken på Norges tron och erkände Norge som en självständig stat. Det norska parlamentet erbjöd den tomma tronen till prins Karl av Danmark, som accepterade efter att ytterligare en folkomröstning hade bekräftat monarkin. Prinsen anlände under november och antog namnet Håkon VII.

### Industrialisering

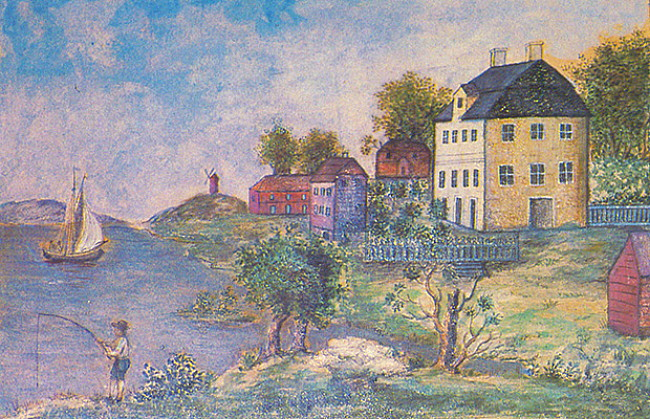
Lars Fresks fabrik på Lidingö i mellansverige industrialiserade med ångkraft redan under 1810-talet.

Industrialiseringen tog sin början i Norden under mitten av 1800-talet. I Danmark påbörjades utvecklingen i Köpenhamn och begränsades till huvudstads-området tills 1890-talet. Därefter skedde en mycket snabb tillväxt i mindre städer. Danmarks ekonomi fortsatte att präglas av jordbruk en bra bit in på 1900-talet, men lantbruket moderniserades och mjölk- och köttproduktion blev viktigare än export av jordbruksråvaror.
I Sverige hade konstruktionen av järnvägsförbindelser mellan södra Sverige och gruvorna i norr en avgörande betydelse. Den svenska industrin gick igenom en boom under det första världskriget. Perioden präglades av en mycket snabb tillväxt och teknisk utveckling: en lång rad svenska uppfinningar gav grunden till flera svenska storföretag och mycket exportpräglad svensk ekonomi.
År 1849 upphör den Brittiska navigationsakten vilket leder till ett uppsving för norsk handelssjöfart. Norge börjar även att industrialiseras omkring 1850.

### Skandinavism

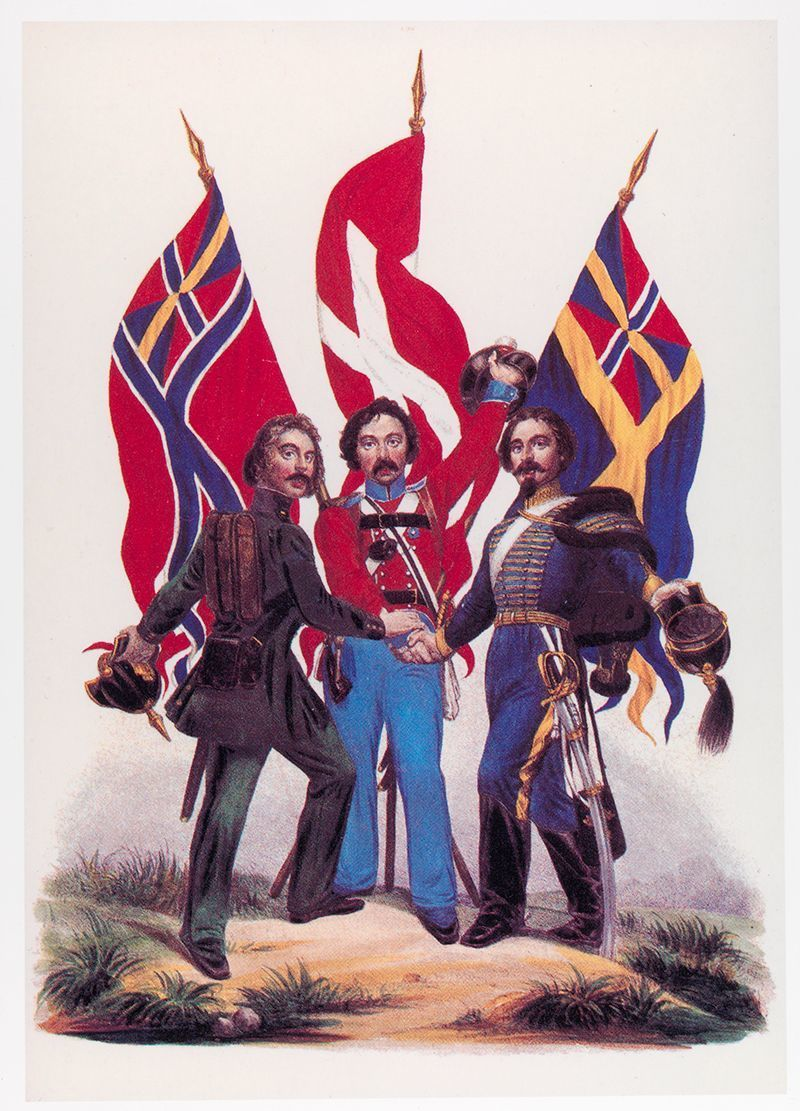
Skandinavismen; en politisk rörelse för nordiskt samarbete.

Den moderna användningen av begreppet Norden fick ett uppsving med hjälp av den skandinavistiska politiska rörelsen, som var aktiv under mitten av 1800-talet, främst mellan de bägge krigen om Slesvig. Under det första kriget om Slesvig (1848-1850) hjälpte både Sverige och Norge den danska armén med betydande militära styrkor, under det andra kriget (1864) sade den svenska riksdagen nej till att följa kungens löfte om militär assistans för Danmark.
Samtidigt hade en nationalism spirat på Island sedan 1830-talet med krav på självständighet, och 1845 grundas alltinget som en rådgivande församling. År 1874 får Island en inre författning med visst självstyre.

### Folkökning och utvandring

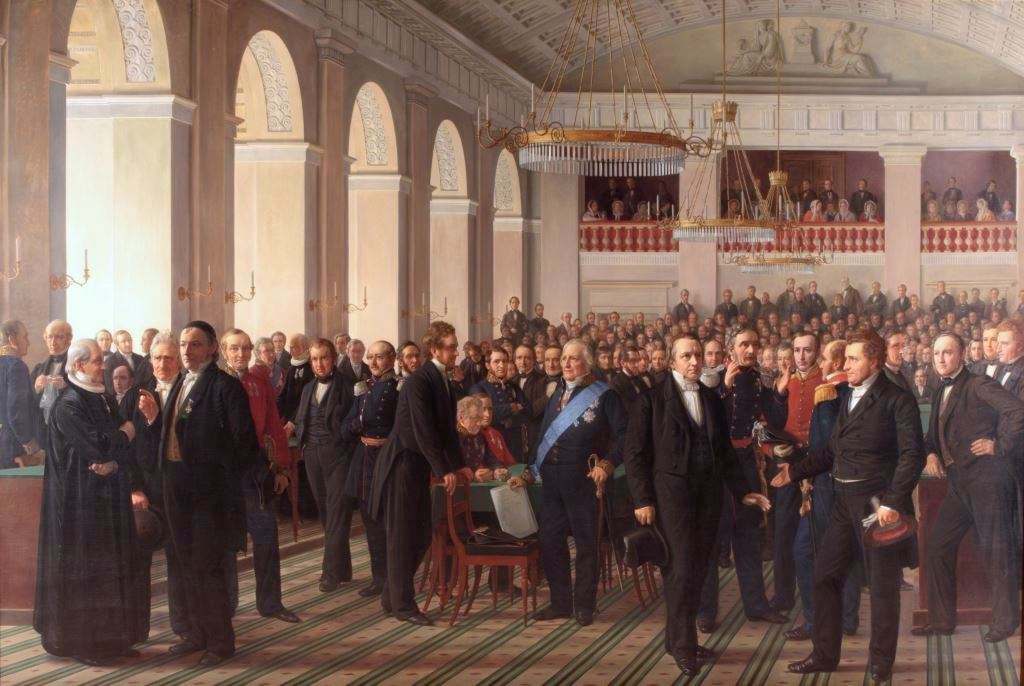
Constantin Hansens målning Den grundlagsstiftande nationalförsamlingen från 1860–1864 visar det första mötet för den församling som 1849 antog den första danska grundlagen som innebar att konstitutionell monarki infördes. År 1866 genomförde Sverige en liknande reform.

Många nordbor emigrerade till Kanada, USA, Australien och Nya Zeeland under det senare 1800-talet och 1900-talets första decennier. Den främsta vågen ägde rum mellan 1860 och 1885. De allra flesta emigranter lämnade landsbygden. Den främsta orsaken till emigrationen var en mycket kraftig befolkningsökning under 1800-talet, till följd av fallande dödstal. Befolkningsökningen orsakade i sin tur arbetslöshet genom en ökning av arbetsutbudet. Norge hade den största andelen emigranter och Danmark den lägsta. Mellan 1820 och 1920 bosatte sig drygt två miljoner skandinaver i USA. En miljon kom från Sverige, 300 000 från Danmark och 730 000 från Norge. Andelen för Norge motsvarar nästan 80 % av landets befolkning år 1800. De mest populära destinationerna i Nordamerika var Minnesota, Iowa, Dakotaterritoriet senare South Dakota och North Dakota, Wisconsin, Michigan, Vermont, New York och Maine liksom kanadensiska prärien och Ontario. I stora delar av Minnesota utgörs idag en klar majoritet av befolkningen av ättlingar till nordbor. En relativt hög andel av de utvandrade nordborna återvände dock inom några år.
På Island inträffade befolkningsökningen senare, mot slutet av 1800-talet, delvis till följd av ett uppsving för fisket.

### Folkrörelser och parlamentarism
Den andra hälften av 1800-talet var en period med en kraftigt tilltagande politisk organisering, särskilt folklig sådan. Folkrörelser, fackföreningar och arbetarpartier grundas. Parlamentariska reformer genomförs och norden börjar demokratiseras. Det första parlamentariska genombrottet inträffar i Norge år 1884. Vetostriden avslutas med att Johan Sverdrup bildar en liberal regering. År 1898 införs allmän rösträtt för män i Norge. Vid sekelskiftet bildas Norska LO liksom Norsk arbeidsgiverförening.

### Myntunion
Den Skandinaviska myntunionen var en monetär union som bildades av Sverige och Danmark den 5 maj är 1873. De bägge ländernas valutor fixerades mot varandra med ett mot ett i kurs och deras värde garanterades mot guld. Norge, som vid tillfället var i union med Sverige, gick med i unionen två år senare, genom att göra samma sak. Den skandinaviska myntunionen var en av de få politiskt betydelsefulla resultaten av den skandinavistiska politiska rörelsen under 1800-talet.
Myntunionen gav fasta växelkurser och monetär stabilitet men medlemsländerna fortsatte att ge ut sina egna skilda valutor. Även om det inte förutsågs från början, ledde valutornas säkerhet mot varandra till att de formellt separata valutorna godtogs som betalningsmedel genom i princip hela Skandinavien. Det första världskrigets utbrott år 1914 blev slutet för den framgångsrika myntunionen. Sverige gav upp den svenska kronans koppling mot guld den 2 augusti 1914 och utan en fast växelkurs gick det fria valutautbytet mot sitt officiella slut några år senare.

## 1900-talet

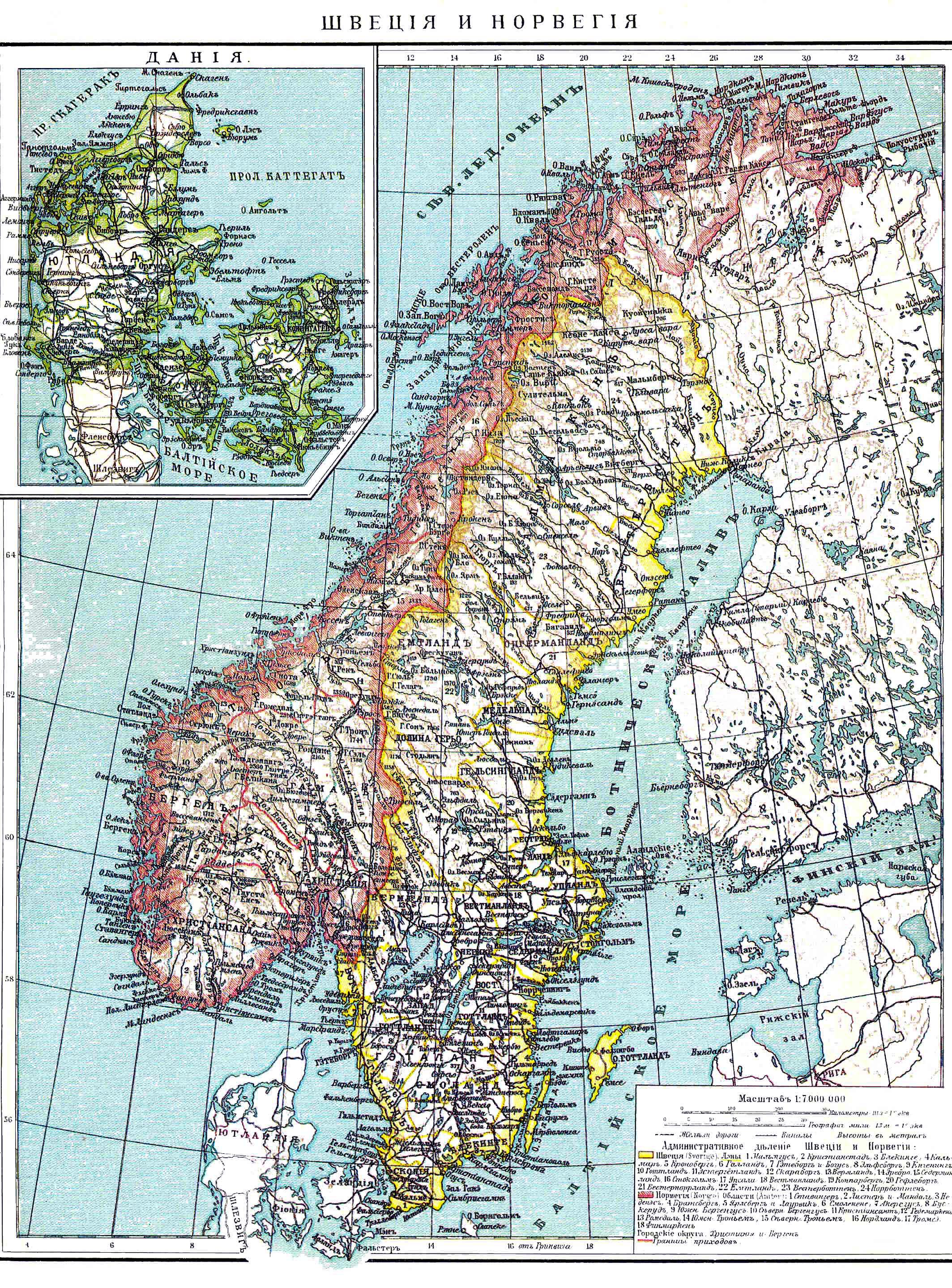
Norden omkring år 1910 enligt en historisk rysk karta. Unionen Sverige-Norge är upplöst men Finland ingår ännu i Ryssland.

### Första världskriget
De nordiska länderna var alla neutrala under det första världskriget. Samtidigt hade kriget en betydande påverkan på regionens ekonomi, främst som ett resultat av den brittiska blockaden av Tyskland. De skandinaviska länderna lyckades dock gå runt blockaden med hjälp av ett handelsavtal med Storbritannien. Norges omfattande handelsflotta levererade kritiska förnödenheter till Storbritannien med drabbades av enorma förluster i skepp och manskap till följd av angrepp från den tyska flottan. Danmark mobiliserade stora delar av sin militära kapacitet men Tyskland kränkte trots detta dansk suveränitet i viss mån, till exempel genom att lägga minor i Öresund. Störst betydelse fick första världskriget för Finland. Till följd av kriget och den ryska revolutionen försvagades Ryssland så att det blev möjligt för Finland bryta sig ur den ryska överhögheten och bilda en självständig stat. Det finländska inbördeskriget mellan de Röda och de Vita kom att sätta djupa spår i den finländska politiken.
Efter första världskrigets slut år 1918 blir Island en självständig stat, men förblir i personalunion med Danmark.
Norge bedriver under kriget en framgångsrik neutralitetspolitik.

### Demokratins genombrott och välfärdsstatens utveckling
År 1900 får de norska kvinnorna rösträtt på kommunnivå. År 1908 införs allmän rösträtt för män i Sverige. Allmän och lika rösträtt för både män och kvinnor införs år 1913 i Norge och 1919 i Sverige.
De tre skandinaviska länderna Danmark, Sverige och Norge påbörjade en utveckling mot sociala välfärdsstater under 1910-30-talen. Ett viktigt skäl till det var dominansen av socialdemokratiska partier; socialdemokraterna i Sverige och Danmark och Arbeiderpartiet i Norge. Ett annat skäl var de höga produktivitetsökningar som länderna upplevt sedan mitten av 1800-talet. I Norge införs sjukförsäkring redan 1909, och åttatimmarsdagen kommer 1919. I Finland var dels produktiviteten lägre och statsfinanserna sämre och dels var det politiska läget mer komplicerat; utvecklingen där gick långsammare. Den ekonomiska krisen på 1930-talet drabbade hela Norden. På Island uppstod svåra tider för fiskeexporten och politisk oro uppstår.

### Andra världskriget

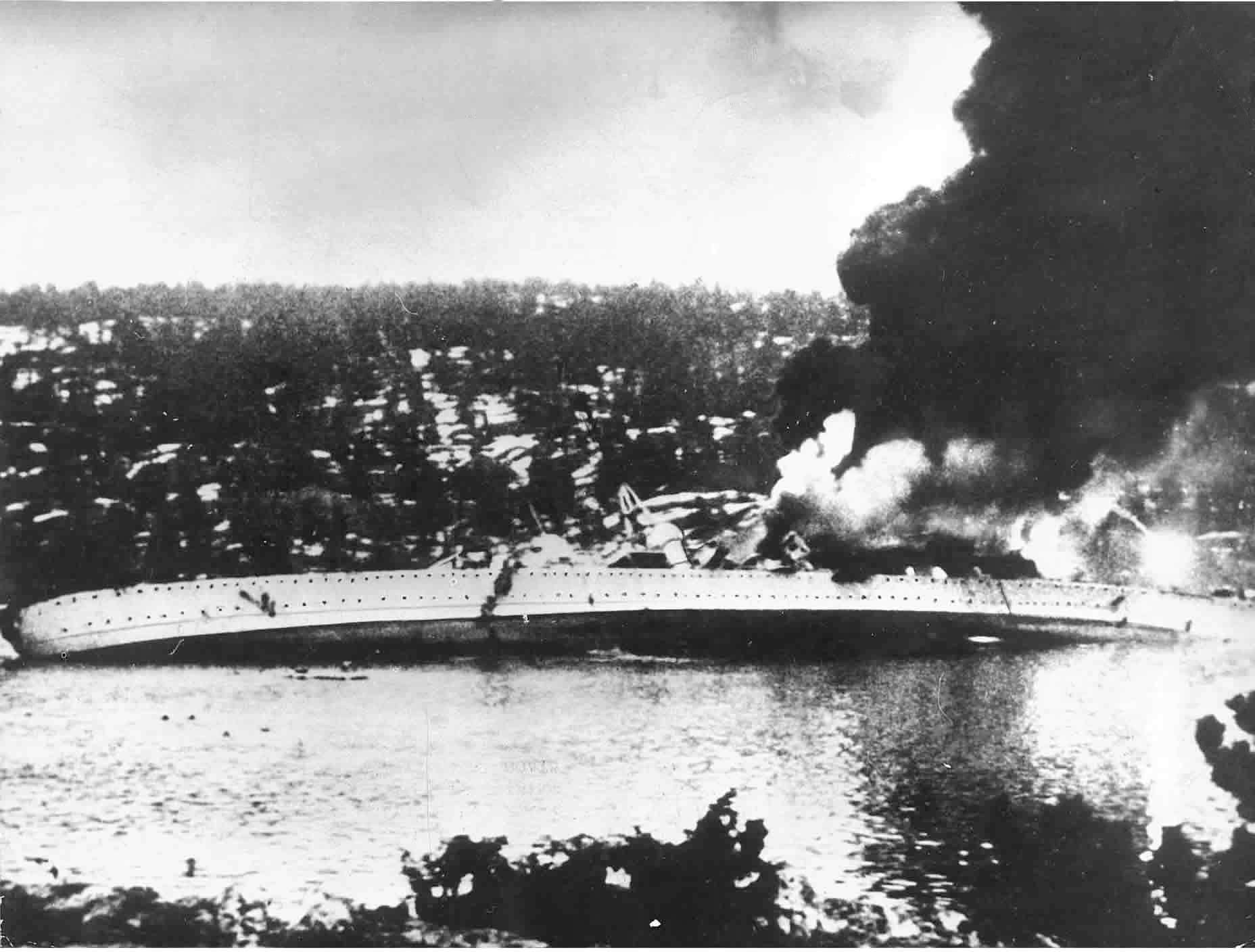
Under Tysklands invasion av Norge sänktes den tyska kryssaren KMS Blücher i Oslofjorden av det norska kustförsvaret. Den 9 april 1940.

Tyskland anföll Danmark och Norge år 1940. Danmark besegrades mycket snabbt. Norge ockuperades efter ca två månaders motstånd. Kungen och regeringen avreste till London. Tyskarna inrättade en tyskkontrollerad regering under Vidkun Quisling. År 1942 blev den norska regeringen nominellt självständig. Ockupationens slut inleddes med Sovjetunionens besättning av Kirkenes i nordnorge och 1945 kapitulerade tyskarna för Hjemmefronten.
Mot krigets slut - år 1944 - utropades Island som republik.

### Efterkrigstiden
Efter det andra världskriget var samtliga nordiska länder överens om att någon form av gemensam försvar var nödvändigt. De började att diskutera en nordisk försvarsunion. De tre skandinaviska länderna skulle, om de hade ingått i alliansen, ha förblitt separata suveräna stater med samtidigt ha agerat som ett gemensamt block i utrikes och säkerhetsfrågor. Den föreslagna unionen diskuterades i en skandinavisk kommitté under vinterns 1948-49, men det kalla kriget kom emellan. Spänningarna mellan USA och Sovjetunionen och förberedelserna för den västliga allians som skulle bli Nato överskuggade förhandlingarna om en nordisk försvarsunion. När det blev känt att västalliansen inte skulle tillgodose den norden med militära material förrän de hade uppfyllt sina egna svåra behov, blev detta till en vändpunkt för Norge, som därefter avbröt förhandlingarna. Danmark var fortfarande villigt att ingå i en allians med Sverige, men svenskarna såg få fördelar med en sådan begränsad allians och förslaget föll. Norge och Danmark och Island blev efter detta medlemmar i Nato. Sverige valde att förbli neutralt efter en hetsig debatt. Vissa bedömare menar att den svenska hållningen tillät Finland att stanna utanför järnridån, eftersom Sovjetunionen kunde ha känt sig hotat av en Nato-medlem såpass nära. Områden för samarbeten inom Norden kom istället att hamna utanför utrikes- och säkerhetspolitikens område, där Nordiska rådet 1952 och Nordiska ministerrådet 1971 är exempel på parlamentariska, mellanstatliga samarbetsorganisationer.
I Norge får en trettioårig regeringsperiod för Arbeiderpartiet sitt slut i samband med Kings Bay-olyckan år 1963. Sex år senare antas lagen om folketrygd. På 1970-talet börjar oljefyndigheter i Nordsjön att utvinnas och Norge blir en oljenation.

### Europeisk integration
Efter en folkomröstning år 1972, blev Danmark det första nordiska landet att gå med i den Europeiska ekonomiska gemenskapen, som senare utvecklades till EU. Sverige gick med i EU år 1995; efter Sovjetunionens fall kände Sverige - som hållit fast vid en strikt neutralitetspolitik - att detta var möjligt utan att provocera Sovjetunionen. Ett ytterligare skäl var en ideologisk förändring samt den ekonomiska kris som drabbat landet särskilt djupt i början av 90-talet. Liknande skäl låg bakom Finlands anslutning till EU vid samma tidpunkt.  Norge befinner sig ännu till dags dato (2009) utanför Europeiska unionen efter att befolkningen sagt nej till medlemskap i två folkomröstningar år 1972 och 1994. Norge är dock medlem av Schengensamarbetet samt av EEC. Inte heller Island är medlem av EU. Inga av de nordiska länderna är medlemmar av EMU utöver Finland, medlemskap i EMU förkastades av folkomröstningar i både Danmark och Sverige. Alla länder har visat en hög grad av Euro-skepticism, trots deras mycket stora entusiasm för internationellt samarbete och multilateralism. Danmark röstade även nej till Maastrichtavtalet år 1992 vilket orsakade en kris inom EU-samarbetet och tvingade fram möjligheten till att medlemsländer kunde avsäga sig den föreslagna gemensamma valutan.

## Tabell över statsbildningar
| Sekel      | Norden                        | Norden                        | Norden                        | Norden                        | Norden                             | Norden                                       |
| ---------- | ----------------------------- | ----------------------------- | ----------------------------- | ----------------------------- | ---------------------------------- | -------------------------------------------- |
| 2000-talet | Danmark (EU)                  | Färöarna                      | Island                        | Norge                         | Sverige (EU)                       | Finland (EU)                                 |
| 1900-talet | Danmark                       | Färöarna                      | Island                        | Norge                         | Sverige                            | Finland                                      |
| 1800-talet | Danmark                       | Danmark                       | Danmark                       | Sverige-Norge (personalunion) | Sverige-Norge (personalunion)      | Ryssland (SFD Finland)                       |
| 1700-talet | Danmark-Norge (personalunion) | Danmark-Norge (personalunion) | Danmark-Norge (personalunion) | Danmark-Norge (personalunion) | Sverige                            | Sverige                                      |
| 1600-talet | Danmark-Norge (personalunion) | Danmark-Norge (personalunion) | Danmark-Norge (personalunion) | Danmark-Norge (personalunion) | Sverige                            | Sverige                                      |
| 1500-talet | Danmark-Norge (personalunion) | Danmark-Norge (personalunion) | Danmark-Norge (personalunion) | Danmark-Norge (personalunion) | Sverige                            | Sverige                                      |
| 1400-talet | Kalmarunionen                 | Kalmarunionen                 | Kalmarunionen                 | Kalmarunionen                 | Kalmarunionen                      | Kalmarunionen                                |
| 1300-talet | Danmark                       | Norge                         | Norge                         | Norge                         | Sverige                            | Sverige                                      |
| 1200-talet | Danmark                       | Norge                         | Norge                         | Norge                         | Sverige                            | Sverige                                      |
| 1100-talet | Danmark                       | Färöarna                      | Island                        | Norge                         | Sverige                            | Sverige                                      |
| Folkslag   | Daner / Jutar Danskar         | Färingar¹                     | Islänningar¹                  | Raumer, Trönder m.fl. Norrmän | Svear / Götar / Gutar etc Svenskar | Tavaster / Kareler / Finlandssvenskar Finnar |

1/ Nybyggarna på Färöarna och Island var av norskt och keltiskt ursprung.